# Neutrino inerte
Neutrinos estéreis (ou neutrinos inertes) são partículas hipotéticas (léptons neutros - neutrinos) que se acredita interagirem apenas via gravidade e não através de qualquer uma das outras interações fundamentais do Modelo Padrão. O termo neutrino estéril é usado para distingui-los dos neutrinos ativos comuns conhecidos no Modelo Padrão, que carregam uma carga isospin +/- 1/2 e participam da interação fraca. O termo normalmente se refere a neutrinos com quiralidade direita (ver neutrino dextrógiro), que pode ser inserido no Modelo Padrão. Partículas que possuem números quânticos de neutrinos estéreis e massas grandes o suficiente para não interferirem na teoria atual da nucleossíntese do Big Bang são frequentemente chamadas de léptons pesados neutros (LPNs) ou léptons neutros pesados (LNPs).
A existência de neutrinos dextrógiros é teoricamente bem motivada, porque os neutrinos ativos conhecidos são levógiros e todos os outros férmions conhecidos foram observados com quiralidade esquerda e direita. Eles também poderiam explicar de forma natural as pequenas massas ativas de neutrinos inferidas da oscilação dos neutrinos. A massa dos próprios neutrinos dextrógiros é desconhecida e pode ter qualquer valor entre 10e15 GeV e menos de 1 eV. Para cumprir as teorias da leptogênese e da matéria escura, deve haver pelo menos 3 sabores de neutrinos estéreis (se existirem). Isto contrasta com o número de tipos de neutrinos ativos necessários para garantir que a interação eletrofraca esteja livre de anomalias, que devem ser exatamente 3: o número de léptons carregados e gerações de quarks.
A busca por neutrinos estéreis é uma área de grande atuação da física de partículas. Se existirem e sua massa for menor que as energias das partículas do experimento, podem ser produzidos em laboratório, seja pela mistura entre neutrinos ativos e estéreis ou em colisões de partículas de alta energia. Se forem mais pesados, a única consequência diretamente observável da sua existência seriam as massas de neutrinos ativos observadas. Eles podem, no entanto, ser responsáveis por uma série de fenômenos inexplicáveis na cosmologia física e na astrofísica, incluindo matéria escura, bariogênese ou hipotética radiação escura. Em maio de 2018, os físicos do experimento MiniBooNE verificaram um sinal de oscilação de neutrinos mais forte do que o esperado, o que pode ser um possível indício de neutrinos estéreis. No entanto, os resultados do experimento MicroBooNE não mostraram nenhuma evidência de neutrinos estéreis em outubro de 2021.

## Motivação
Os resultados experimentais mostram que todos os neutrinos produzidos e observados têm helicidades levógiras (spin antiparalelo ao momento), e todos os antineutrinos têm helicidades dextrógiras, dentro da margem de erro. No limite sem massa, significa que apenas uma das duas quiralidades possíveis é observada para qualquer partícula. Estas são as únicas helicidades (e quiralidades) permitidas no Modelo Padrão de interações de partículas; partículas com helicidades contrárias são explicitamente excluídas das fórmulas.
Experimentos recentes, como a oscilação de neutrinos, no entanto, mostraram que os neutrinos têm uma massa diferente de zero, o que não é previsto pelo Modelo Padrão e sugere uma física nova e desconhecida. Esta massa inesperada explica os neutrinos com helicidade dextrógira e os antineutrinos com helicidade levógira: Como eles não se movem à velocidade da luz, sua helicidade não é invariante relativisticamente (é possível mover-se mais rápido que eles e observar a helicidade oposta). No entanto, todos os neutrinos foram observados com quiralidade canhota e todos os antineutrinos com quiralidade destra.
A quiralidade é uma propriedade fundamental das partículas e é relativisticamente invariante: é a mesma independentemente da velocidade e da massa da partícula em cada referencial inercial. No entanto, uma partícula com massa que começa com quiralidade canhota pode desenvolver um componente destro à medida que viaja - a menos que não tenha massa, a quiralidade não se conserva durante a propagação de uma partícula livre através do espaço (propriamente, através da interação com o campo de Higgs).
A questão, ainda sim, permanece: Os neutrinos e os antineutrinos se diferenciam apenas em sua quiralidade? Ou será que os neutrinos dextrógiros exóticos e os antineutrinos levógiros existem como partículas separadas dos neutrinos levógiros e antineutrinos dextrógiros comuns?

## Propriedades
Tais partículas pertenceriam a uma representação singleta no que diz respeito à interação forte e à interação fraca, tendo carga elétrica zero, hipercarga fraca zero, isospin fraco zero e, como acontece com os outros léptons, carga de cor zero, mesmo que  sejam convencionalmente representadas como tendo um número quântico B − L de − 1. Se o Modelo Padrão estiver incorporado em uma hipotética teoria de grande unificação SO(10), eles podem receber um carga X de − 5. O antineutrino levógiro tem um B − L de +1 e um X carga de +5.
Por causa da falta de carga elétrica,  hipercarga e  carga colorida, os neutrinos estéreis não interagiriam por meio de interações eletromagnéticas, fracas ou fortes, tornando-os extremamente difíceis de detectar. Eles têm interações de Yukawa com léptons comuns e bósons de Higgs, que, através do mecanismo de Higgs, conseguem levar à mistura com neutrinos comuns.
Em experimentos envolvendo energias maiores que sua massa, os neutrinos estéreis participariam de todos os processos em que participam os neutrinos comuns, porém, com uma probabilidade da mecânica quântica que é suprimida por um pequeno ângulo de mistura. Isso torna possível produzi-los em experimentos, desde que sejam leves o suficiente para estarem ao alcance dos atuais aceleradores de partículas.
Eles também interagiriam gravitacionalmente devido à sua massa e, se fossem pesados o suficiente, poderiam explicar a matéria escura fria ou a matéria escura quente. Em algumas teorias de grande unificação, como SO(10), eles também interagem por meio de interações de calibre que são extremamente suprimidas em energias comuns, pois o seu bóson de calibre, derivado de SO(10), é extremamente massivo. Eles não aparecem em alguns outros TGUs, como o modelo de Georgi-Glashow (isto é, todas as suas cargas SU(5) ou números quânticos são zero).

### Massa
Todas as partículas são inicialmente sem massa no Modelo Padrão, uma vez que não há termos de massa de Dirac na Lagrangiana do Modelo Padrão. Os únicos termos de massa são gerados pelo mecanismo de Higgs, que produz acoplamentos Yukawa diferentes de zero entre os componentes levógiros dos férmions (como por exemplo o campo de Higgs) e seus componentes dextrógiros. Isso ocorre quando o campo de Higgs do dubleto SU (2) {\displaystyle \phi } adquire seu valor esperado de vácuo diferente de zero, {\displaystyle \nu }, quebrando espontaneamente sua simetria SU(2) L × U(1) e, desse modo, produzindo acoplamentos Yukawa diferentes de zero:
{\displaystyle {\mathcal {L}}(\psi )={\bar {\psi }}(i\partial \!\!\!/)\psi -G{\bar {\psi }}_{L}\phi \psi _{R}}
Esse é o caso dos léptons carregados, como o elétron, mas no Modelo Padrão o neutrino dextrógiro não existe. Portanto, na ausência dos neutrinos quirais direitos estéreis para emparelhar com os neutrinos quirais esquerdos, mesmo com o acoplamento de Yukawa, os neutrinos ativos permanecem sem massa. Em outras palavras, não há termos de geração de massa para neutrinos no Modelo Padrão: para cada geração, o modelo contém apenas um neutrino levógiro e sua antipartícula, um antineutrino dextrógiro, cada um dos quais é produzido em estados próprios fracos durante interações fracas; os neutrinos "estéreis" são omitidos.
No mecanismo gangorra, o modelo é estendido para incluir os neutrinos dextrógiros e antineutrinos levógiros ausentes; supõe-se então que um dos autovetores da matriz de massa do neutrino seja notavelmente mais pesado que o outro.
Um neutrino estéril (quiral direito) teria a mesma hipercarga fraca, isospin fraco e carga elétrica que sua antipartícula, porque todos estes são zero e, portanto, não são afetados pela inversão de sinal. 

### Termos de Dirac e Majorana
Os neutrinos estéreis permitem a introdução de um termo de massa de Dirac como de costume. Isso pode produzir a massa observada do neutrino, mas requer que a força de acoplamento Yukawa seja muito mais fraca para o neutrino do elétron do que para o elétron, sem explicação. Problemas semelhantes (embora não tão graves) são observados no setor dos quarks, onde as massas superior e inferior se diferem por um fator de 40.
Ao contrário do neutrino levógiro, um termo de massa de Majorana pode ser adicionado a um neutrino estéril sem violar as simetrias locais (isospin fraco e hipercarga fraca), uma vez que não possui carga fraca. No entanto, isso ainda violaria o número leptônico total.
É possível incluir termos de Dirac e Majorana: isso é feito no mecanismo gangorra. Além de satisfazer a equação da Majorana, se o neutrino fosse também sua própria antipartícula, então seria o primeiro férmion de Majorana. Nesse caso, poderia se aniquilar com outro neutrino, permitindo o decaimento beta duplo sem neutrinos. O outro caso se trata de um férmion de Dirac, que não é sua própria antipartícula.
Matematicamente, temos que fazer uso das propriedades de transformação das partículas. Para campos livres, um campo de Majorana é definido como um estado próprio de conjugação de carga. Entretanto, os neutrinos interagem apenas por meio de interações fracas, que não são invariantes sob a conjugação de carga (C), nesse sentido, um neutrino de Majorana em interação não pode ser um estado próprio de C. A definição generalizada é: "um campo de neutrino de Majorana é um estado próprio da transformação CP ". Por consequência, os neutrinos de Majorana e Dirac se comportariam de maneira diferente sob as transformações CP (na verdade, transformações de Lorentz e CPT). Além disso, um neutrino de Dirac massivo teria momentos de dipolo magnéticos e elétricos diferentes de zero, ao passo que um neutrino de Majorana não teria. Porém, os neutrinos de Majorana e Dirac são diferentes apenas se a sua massa de repouso não for igual a zero. Para os neutrinos de Dirac, os momentos dipolares são proporcionais à massa e desapareceriam para uma partícula sem massa. Os termos de massa de Majorana e Dirac, entretanto, podem aparecer na massa Lagrangiana.

### Mecanismo de gangorra
Além do neutrino levógiro, que acopla à sua família o lépton carregado em correntes de carga fraca, se também houver um neutrino parceiro dextrógiro estéril (um isosingleto fraco com carga zero), então é possível adicionar um termo de massa de Majorana sem violar a simetria eletrofraca.
Tanto os neutrinos levógiros quanto os dextrógiros poderiam então ter massa e quiralidade que não são mais exatamente preservadas (assim, "neutrino levógiro" significaria que o estado é principalmente esquerdo e "neutrino dextrógiro" significaria principalmente destro). Para obter os autoestados de massa dos neutrinos, temos que diagonalizar a matriz de massa geral {\displaystyle \ M_{\nu }:}
{\displaystyle M_{\nu }\approx {\begin{pmatrix}0&m_{\text{D}}\\m_{\text{D}}&M_{\text{NHL}}\end{pmatrix}}}
onde {\displaystyle \ M_{\text{NHL}}\ ,} é a massa do lépton pesado neutro (que é grande) e {\displaystyle \ m_{\text{D}}\ } são termos de massa de tamanho intermediário, que interligam as massas de neutrinos estéreis e ativos. A matriz atribui nominalmente massa zero aos neutrinos ativos, mas os termos{\displaystyle \ m_{\text{D}}\ } fornecem uma rota para uma pequena parte da enorme massa dos neutrinos estéreis, {\displaystyle \ M_{\text{NHL}}\ ,} para "vazar" nos neutrinos ativos.
Além da evidência empírica, também há uma justificativa teórica para o mecanismo gangorra em diversas extensões do Modelo Padrão. Tanto as Teorias da Grande Unificação (TGUs) quanto os modelos simétricos levógiro-dextrógiro prevêem a seguinte relação:
{\displaystyle m_{\nu }\ll m_{\text{D}}\ll M_{\text{NHL}}\ .}
De acordo com TGUs e modelos levógiro-dextrógiro, o neutrino dextrógiro é extremamente pesado: {\textstyle M_{\text{NHL}}\sim 10^{5}\ldots 10^{12}{\text{ GeV }},} enquanto o autovalor menor é aproximadamente dado por
{\displaystyle m_{\nu }\approx {\frac {m_{\text{D}}^{2}}{M_{\text{NHL}}}}\ .} 
Este é o mecanismo gangorra : à medida que o neutrino dextrógiro estéril fica mais pesado, o neutrino levógiro normal fica mais leve. O neutrino levógiro é uma mistura de dois neutrinos de Majorana, e esse processo de mistura é como a massa estéril do neutrino é gerada.

## Neutrinos estéreis como matéria escura
Para que uma partícula seja considerada uma candidata à matéria escura, ela deve possuir massa diferente de zero e nenhuma carga eletromagnética. Neutrinos e partículas semelhantes são fonte de interesse na busca pela matéria escura por terem como característica essas duas propriedades. É mais comum hoje que as teorias se baseiem em modelos de matéria escura fria (a matéria escura no universo primitivo é não relativística) em oposição a modelos de matéria escura quente (a matéria escura no universo primitivo é relativística). Dessa forma, é provável que os neutrinos ativos do Modelo Padrão não representem toda a matéria escura devido à sua baixa massa.
Como não são conhecidos limites para a massa dos neutrinos estéreis, a possibilidade de o neutrino estéril compor a matéria escura ainda não foi descartada, como havia acontecido com os neutrinos ativos. Se a matéria escura consiste em neutrinos estéreis, então certas restrições podem ser aplicadas às suas propriedades. Primeiramente, a massa do neutrino estéril precisaria estar na escala keV, para produzir a estrutura do universo observada hoje. Em segundo lugar, mesmo que não seja necessário que a matéria escura seja estável, o tempo de vida das partículas deve ser superior à idade atual do Universo. Isto coloca um limite superior na força da mistura entre neutrinos estéreis e ativos no mecanismo gangorra. Ao  que se sabe sobre a partícula até agora, o neutrino estéril é um candidato promissor à matéria escura, no entanto, como acontece com qualquer outra partícula de matéria escura proposta, ainda não foi confirmada a sua existência.

## Tentativas de detecção
A produção e o decaimento de neutrinos estéreis poderiam acontecer através da mistura com neutrinos virtuais ("sem casca de massa"). Houve vários experimentos montados para descobrir ou observar NHLs, por exemplo o experimento NuTeV (E815) no Fermilab ou LEP-L3 no CERN. Todos eles levaram ao estabelecimento de limites para a observação, em vez da observação real dessas partículas. Se forem de fato um constituinte da matéria escura, seriam necessários detectores sensíveis de raios X para observar a radiação emitida pelos seus decaimentos.

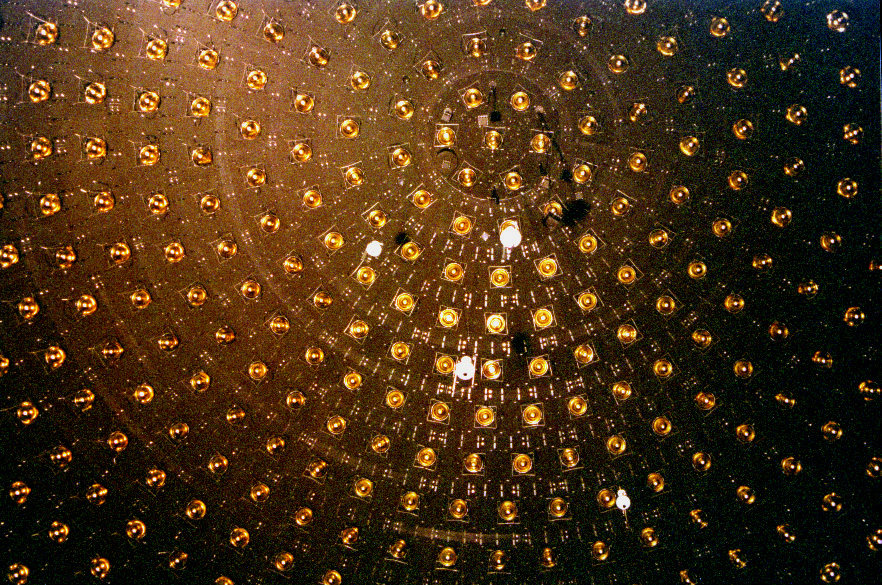
O interior do detector MiniBooNE no Fermilab. Este detector foi criado para medir a oscilação dos neutrinos.

Os neutrinos estéreis podem se misturar com os neutrinos comuns através de uma massa de Dirac após a quebra da simetria eletrofraca, em analogia aos quarks e aos léptons carregados. Os neutrinos estéreis e (em modelos mais complicados) os neutrinos comuns também podem ter massas de Majorana. No mecanismo gangorra tipo 1, as massas de Dirac e Majorana são usadas para reduzir as massas de neutrinos comuns e tornar os neutrinos estéreis muito mais pesados do que os neutrinos interativos do Modelo Padrão. Nos modelos de gangorra na escala GUT, os neutrinos pesados podem ser tão pesados quanto na escala GUT (10e^15 GeV). Em modelos alternativos, como o modelo νMSM, onde suas massas estão na faixa de keV a GeV, eles poderiam ser mais leves que os bósons de calibre fraco W e Z. Um leve (com massa 1 eV) neutrino estéril foi sugerido como uma possível explicação dos resultados do experimento do Detector de Neutrino Cintilador Líquido. No dia 11 de abril de 2007, pesquisadores do experimento MiniBooNE no Fermilab anunciaram que não haviam encontrado nenhuma evidência que apoiasse a existência de tal neutrino estéril. Resultados e análises mais recentes forneceram algum suporte para a existência do neutrino estéril.
Dois detectores separados perto de um reator nuclear na França encontraram 3% de antineutrinos desaparecidos. Eles sugeriram a existência de um quarto neutrino com massa de 1,2 eV. Daya Bay também procurou por um neutrino leve e estéril e excluiu algumas regiões de massa. A Colaboração Daya Bay mediu o espectro de energia do antineutrino e descobriu que os antineutrinos com uma energia de cerca de 5 MeV estão em excesso em relação às expectativas teóricas. Também registrou 6% de falta de antineutrinos. Isto poderia sugerir que existem neutrinos estéreis ou que a nossa compreensão de algum outro aspecto dos neutrinos está incompleta.
O número de neutrinos e as massas das partículas podem ter efeitos em grande escala que moldam a aparência da radiação cósmica de fundo. O número total de espécies de neutrinos, por exemplo, afeta a taxa a que o cosmos se expandiu nas suas primeiras épocas: mais neutrinos significa uma expansão mais rápida. A divulgação de dados do Satélite Planck  2013 é compatível com a existência de um neutrino estéril. A faixa de massa implícita é de 0–3 eV. Em 2016, os cientistas do Observatório de Neutrinos IceCube não encontraram nenhuma evidência do neutrino estéril. Porém, em maio de 2018, os físicos do experimento MiniBooNE relataram um sinal de oscilação de neutrinos mais forte do que o esperado, um possível indício de neutrinos estéreis. Desde então, em outubro de 2021, os primeiros resultados do experimento MicroBooNE não mostraram indícios de neutrinos estéreis, mas encontraram os resultados alinhados com os três sabores de neutrinos do Modelo Padrão. Este resultado não encontrou uma explicação para os resultados anômalos do MiniBooNE .
Em junho de 2022, o experimento BEST divulgou dois artigos observando um déficit de 20–24% na produção do isótopo germânio esperado da reação 71Ga + νe → e− + 71Ge. Esse efeito que ficou conhecido como a “anomalia do gálio”, sugere que uma explicação do neutrino estéril poderia ser consistente com os dados.
Em janeiro de 2023, o experimento STEREO publicou seu resultado final, relatando a medição mais precisa do espectro de energia do antineutrino associado à fissão do urânio-235. Os dados são consistentes com o Modelo Padrão e rejeitam a hipótese de um neutrino estéril.
Em 2023, supreendentemente, os resultados das pesquisas do CMS estabeleceram novos limites para neutrinos estéreis com massas de 2-3 GeV.